# Тетрартутьнеодим
Тетрартутьнеодим — бинарное неорганическое соединение
неодима и ртути
с формулой Hg4Nd,
кристаллы.

## Получение
- Растворение стехиометрических количеств неодима в парах ртути:

{\displaystyle {\mathsf {Nd+4Hg\ {\xrightarrow {265^{o}C}}\ Hg_{4}Nd}}}

## Физические свойства
Тетрартутьнеодим образует кристаллы
кубической сингонии,

параметры ячейки a = 1,0867 нм

.
Соединение образуется по перитектической реакции при температуре 265°C
.